# Campeche (Florianópolis)

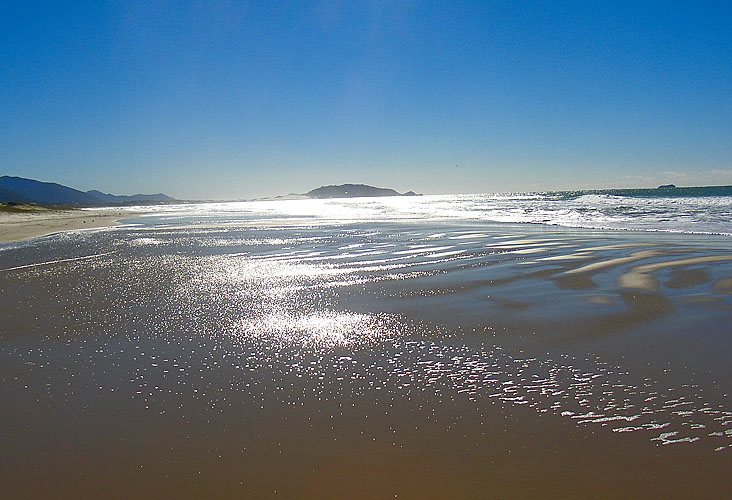
Strand von Campeche im Winter; Blick von Süd

Campeche ist ein Distrikt (port. distrito) und Stadtteil (bairro) von Florianópolis, der Hauptstadt des brasilianischen Bundesstaates Santa Catarina. Der Distrikt liegt wie der Großteil der Stadt auf der Insel Santa Catarina, südöstlich des Distriktes Lagoa da Conceição, zu dem Campeche bis Ende 1995 gehörte. Campeche hatte im Jahr 2000 rund 18.500 Einwohner und umfasst die drei Ortsteile (localidades) Morro das Pedras, Praia do Campeche und Rio Tavares.

## Distriktgliederung
Die drei Ortsteile Campeches sind
- Campeche
- Morro das Pedras
- Rio Tavares

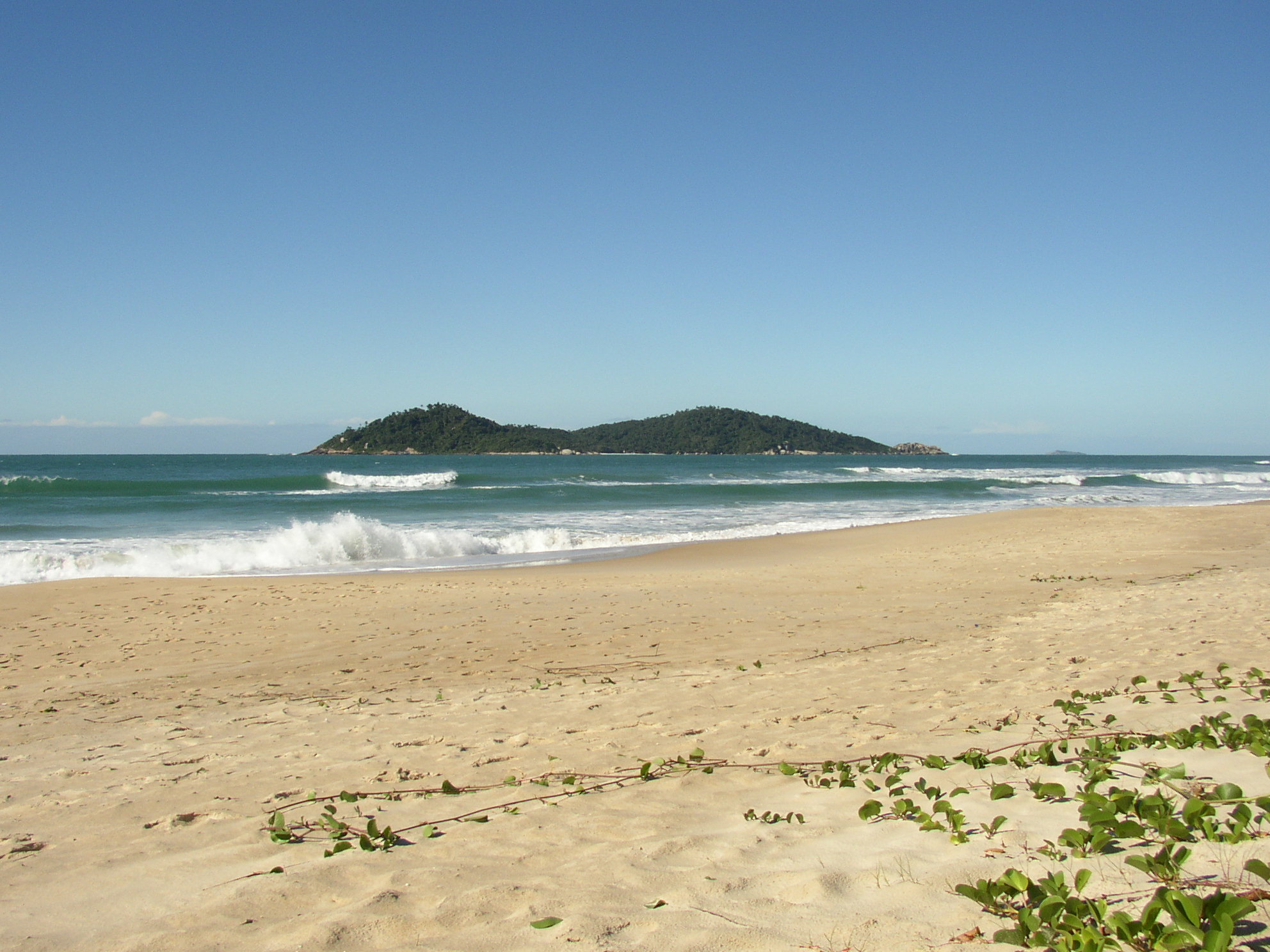
Ilha do Campeche; Ende Herbst 2007; Blick von Nordwest

Ebenfalls zum Distrikt gehören die beiden – statistisch separat – erfassten Wohnplätze
- Pedrita und
- Lagoa Pequena

Nach 2002 entstanden ist die zwischen Campeche und Lagoa Pequena liegende Neubausiedlung
- Novo Campeche.

Teil des Distriktes ist darüber hinaus die unbewohnte, knapp 40 Hektar große Insel Ilha do Campeche, die dem Hauptort vorgelagert ist.

## Geschichte

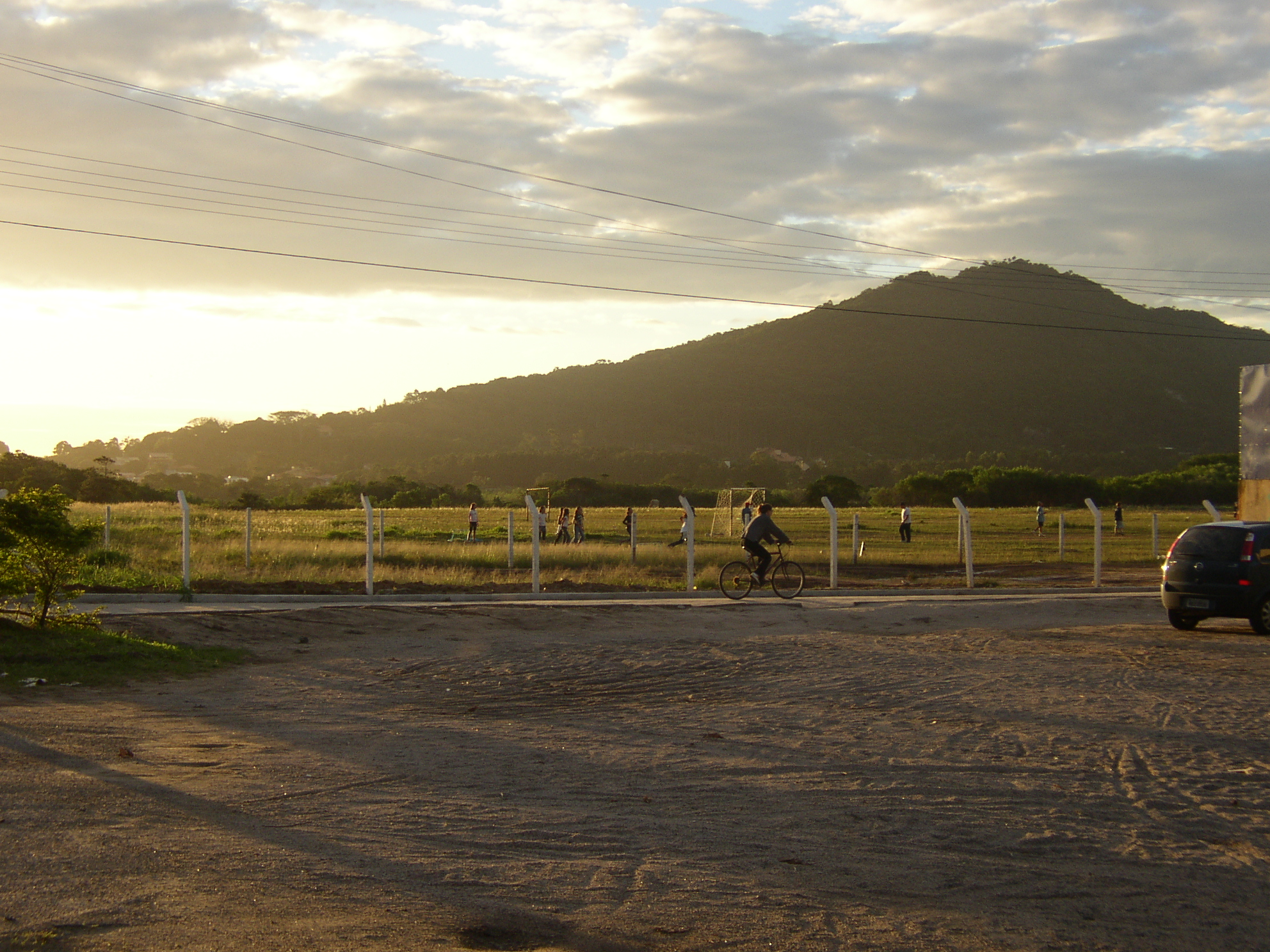
Ehemaliger Flugplatz von Campeche; im
Hintergrund der Moro do Lampião; Blick von West

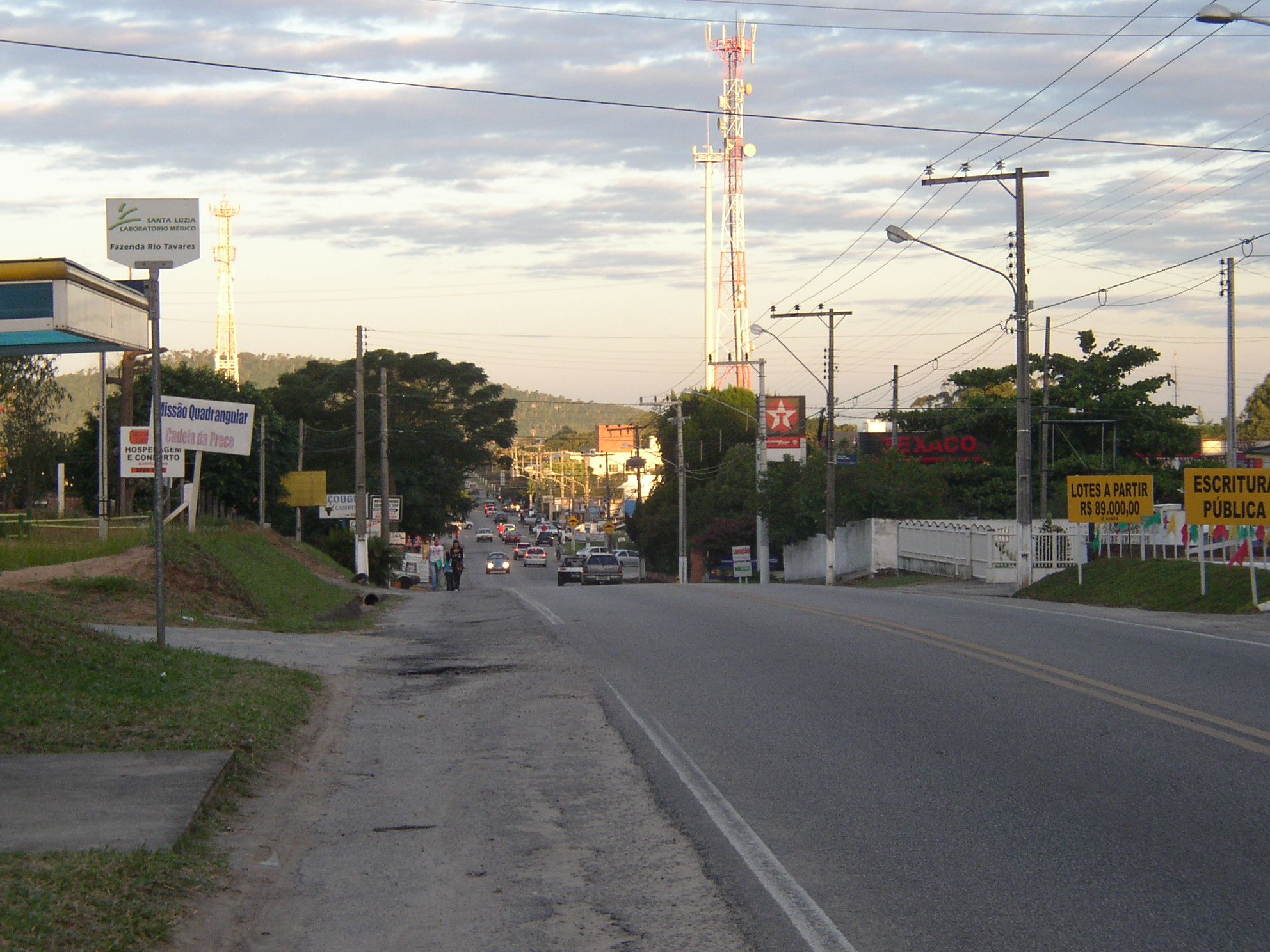
Avenida-Pequeno-Príncipe; Blick von Ost

In den zwanziger Jahren wurde durch die französische Luftpostgesellschaft Sociêté Latécoère ein Landeplatz eingerichtet, der zum Auftanken der Flugzeuge auf der Strecke zwischen Paris und Buenos Aires genutzt wurde. Dies war der erste internationale Flugplatz Südbrasiliens. Der Kommandant der Strecke war der französische Schriftsteller und Postflieger Antoine de Saint-Exupéry, der Campeche zum Rasten nutzte und sich während seiner Aufenthalte mit einigen Einwohnern des Dorfes anfreundete.
Ihm zu Ehren wurde die Hauptstraße des Ortes nach seinem bekanntesten Werk benannt und trägt den Namen Avenida Pequeno Príncipe (auf Deutsch: „Kleiner-Prinz-Allee“).

### Name
Für den Strand wird der Name erst seit ungefähr 1860 benutzt. Er leitet sich von dem der vorgelagerten Insel Ilha do Campeche ab, deren Name sich vermutlich auf die Pflanze pau de campeche („Hematoxylon campechianum“) bezieht. Vorher wurde dieser Strand gemeinsam mit den sich nördlich und südlich anschließenden Stränden (Joaquina bzw. Morro das Pedras) als Praia do Mandu bezeichnet.
Nur eine Legende ist, dass der Name Campeche auch auf Zé Perri (Spitzname der Saint-Exupéry durch die Einwohner gegeben wurde) zurückgeht und eine Verballhornung des französischen Ausdruckes „Champ de Pêche“ (auf Deutsch: „Fischfang-Feld“) ist.

## Wirtschaft
Die Bevölkerung des Hauptortes lebte bis vor wenigen Jahrzehnten nahezu ausschließlich vom Fischfang, der auch heute noch die Haupteinnahmequelle für einige Einwohner ist, dessen Bedeutung aber zunehmend vom Tourismus zurückgedrängt wird.

## Mit Campeche verbundene Personen
- Fabio Gouveia, ehemaliger Surf-Weltmeister; wohnt in Rio Tavares
- Gustavo Kuerten, Tennisprofi; wohnt in Morro das Pedras
- Antoine de Saint-Exupéry, Schriftsteller